# بابلو أرانغويز
بابلو أرانغويز (بالإسبانية: Pablo Aránguiz)‏ هو لاعب كرة قدم تشيلي، ولد في 17 مارس 1997 في سانتياغو في تشيلي. لعب مع يونيون إسبانيولا.

## وصلات خارجية
- بابلو أرانغويز على موقع الدوري الأمريكي (الإنجليزية)
- بابلو أرانغويز على موقع قاعدة بيانات كرة القدم.إي يو (الإنجليزية)
- بابلو أرانغويز على موقع ناشيونال فوتبول تيمز (الإنجليزية)
- بابلو أرانغويز على موقع Soccerway.com (الإنجليزية)
- بابلو أرانغويز على موقع عالم كرة القدم.نت (الإنجليزية)
- بابلو أرانغويز على موقع AS.com (الإسبانية)